# لیپ‌اشتات
لیپشتات (به آلمانی: Lippstadt) شهری در ایالت نوردراین-وستفالن کشور آلمان است. این شهر کوچک به خطوط راه‌آهن آلمان متصل است رود راین از این شهر نیز می‌گذرد.